# کریستین رز
کریستین رُز (انگلیسی: Cristine Rose؛ زادهٔ ۳۱ ژانویهٔ ۱۹۵۱) یک هنرپیشه اهل ایالات متحده آمریکا است که بیشتر برای ایفای نقش آنجلا پترلی در سریال علمی-تخیلی قهرمان‌ها شهرت دارد.

## گزیدهٔ فیلم‌شناسی

### سینما
- با تو حال نمی‌کند (۲۰۰۹)
- سایه‌های ری

### تلویزیون
- قهرمان‌ها: تولد دوباره (۲۰۱۵)
- درمانگاه خصوصی (۲۰۱۱)
- منتالیست (۲۰۱۰)
- آشنایی با مادر (۲۰۱۳–۲۰۰۶)
- قهرمان‌ها (۲۰۱۰–۲۰۰۶)
- دو مرد و نصفی (۲۰۰۳)
- دنیای مالکوم (۲۰۰۳)
- دوستان (۲۰۰۴–۲۰۰۲)
- افسون‌شده (۱۹۹۹)
- پیشتازان فضا: نسل بعدی (۱۹۹۳)
- حصار چوبی (۱۹۹۶–۱۹۹۲)